# جزیره فنویک (دلاور)
جزیره فنویک، دلاور (به انگلیسی: Fenwick Island, Delaware) یک سکونتگاه مسکونی در ایالات متحده آمریکا با جمعیت ۳۷۹ نفر است که در دلاویر واقع شده‌است.